# Вабіно (переписна місцевість, Вісконсин)
Вабіно (англ. Wabeno) — переписна місцевість (CDP) в США, в окрузі Форест штату Вісконсин. Населення — 453 особи (2020).

## Географія
Вабіно розташоване за координатами 45°26′22″ пн. ш. 88°39′28″ зх. д. / 45.43944° пн. ш. 88.65778° зх. д. (45.439315, -88.657735).  За даними Бюро перепису населення США в 2010 році переписна місцевість мала площу 6,27 км², уся площа — суходіл.

## Демографія
Згідно з переписом 2010 року, у переписній місцевості мешкало 575 осіб у 242 домогосподарствах у складі 153 родин. Густота населення становила 92 особи/км².  Було 289 помешкань (46/км²).
Расовий склад населення:
| - 84,9 % — білих - 9,2 % — корінних американців - 0,2 % — вихідців з тихоокеанських островів - 1,4 % — осіб інших рас |

До двох чи більше рас належало 4,3 %. Частка іспаномовних становила 1,9 % від усіх жителів.
За віковим діапазоном населення розподілялося таким чином: 22,8 % — особи молодші 18 років, 59,1 % — особи у віці 18—64 років, 18,1 % — особи у віці 65 років та старші. Медіана віку мешканця становила 42,5 року. На 100 осіб жіночої статі у переписній місцевості припадало 86,1 чоловіків;  на 100 жінок у віці від 18 років та старших — 92,2 чоловіків також старших 18 років.
Середній дохід на одне домашнє господарство  становив 47 074 долари США (медіана — 38 500), а середній дохід на одну сім'ю — 51 184 долари (медіана — 40 625). За межею бідності перебувало 17,7 % осіб, у тому числі 20,3 % дітей у віці до 18 років та 5,8 % осіб у віці 65 років та старших.
Цивільне працевлаштоване населення становило 184 особи. Основні галузі зайнятості: мистецтво, розваги та відпочинок — 24,5 %, виробництво — 20,1 %, освіта, охорона здоров'я та соціальна допомога — 17,9 %.